# 汉斯·蒂特迈尔
汉斯·蒂特迈尔（德語：Hans Tietmeyer，1931年8月18日—2016年12月27日），是德国的经济学家，曾担任德意志联邦银行行长，还曾是德国总理赫尔穆特·科尔经济问题方面的顾问。

## 荣誉

### 外国勋章奖章
- 意大利共和国功绩骑士大十字勋章（義大利語：Ordine al merito della Repubblica Italiana）（意大利，2000年2月14日公布[4]）
- 旭日大绶章（日本，2007年4月公布[5]）